# Montañas Hengduan
Las montañas Hengduan (en chino tradicional, 橫斷山脈; en chino simplificado, 横断山脉; pinyin, Héngduàn Shānmài) son un grupo de cadenas montañosas localizadas en la China del Suroeste —y una pequeña parte en Myanmar — que conectan las partes surorientales de la meseta tibetana con la meseta Yunnan-Guizhou. Las montañas Hengduan son principalmente grandes cadenas montañosas de orientación N-S que separan efectivamente las tierras bajas en el norte de Myanmar de las tierras bajas de la cuenca de Sichuan. Estas cordilleras se caracterizan por un importante relieve vertical que se originó por la colisión del subcontinente indio con la placa euroasiática, y que ha sido más excavado por la acción de los grandes ríos que drenan la meseta tibetana oriental. Esos ríos, el Yangtze, el Mekong y el Salween, son reconocidos hoy como los Tres ríos paralelos de Yunnan que han sido declarados Patrimonio de la Humanidad por la UNESCO.
Las montañas Hengduan cubren gran parte del oeste de la actual provincia de Sichuan, así como las partes noroccidentales de Yunnan, la sección más oriental de la Región Autónoma del Tíbet, y que tocan la parte meridional de Qinghai. Además, algunas partes del este del estado de Kachin, en el vecino Myanmar, se consideran parte del grupo de las Hengduan. Las montañas Hengduan tienen aproximadamente 900 km de longitud y se extienden desde los 33°N hasta 25°N. Según el alcance de la definición, las montañas Hengduan también tienen aproximadamente 400 km de anchura según la definición más estrecha, que van desde 98°E a 102°E.
Los bosques subalpinos de coníferas de las Montañas Hengduan son una ecorregión de la ecozona paleártica en el bioma de bosques templados de coníferas que cubre partes de las montañas. De aquí es originario el panda rojo, en peligro de extinción. Además, el glaciar de la meseta Tíbet-Qinghai situado en las montañas Hengduan es denominado el «techo del mundo» y supone el 47 % de toda la superficie glaciar de China, que cuenta con 8.600 lenguas de hielo. Se está derritiendo a una tasa de un 7% por año.
El área cubierta por estas cordilleras corresponde aproximadamente con la región histórica tibetana conocida como Kham.
Las montañas tienen una alta sismicidad en el borde oriental, que fue el epicentro del terremoto de Sichuan de 2008 que causó casi 70.000 muertes.

## Geografía

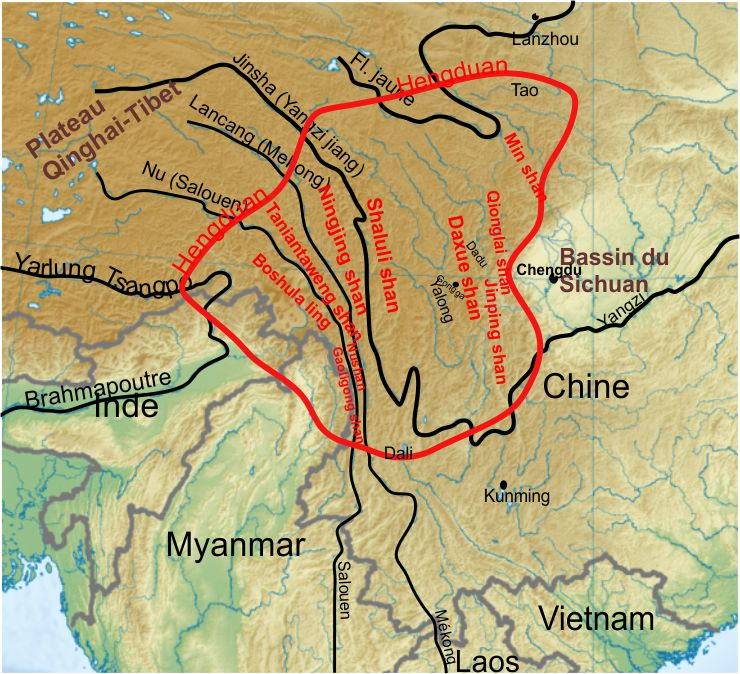
Cordilleras y macizos de las montañas Hengduan.

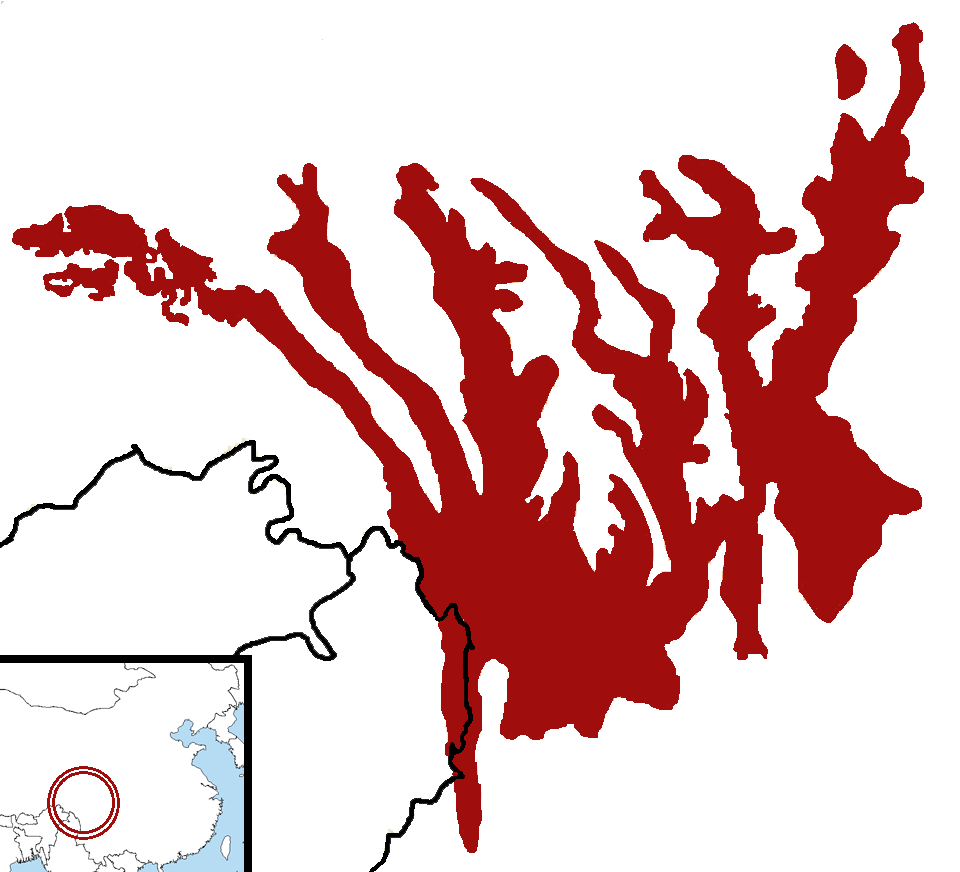
Mapa simplificado de las montañas Hengduan.

El sistema montañoso de las Hengduan consta de muchas cadenas montañosas —a su vez, divididas en varias subcordilleras—, la mayoría de las cuales se extienden aproximadamente de norte a sur y están separadas por profundos valles fluviales, de hasta 3000 m de profundidad, que canalizan las aguas de muchos de los grandes ríos del sudeste asiático.
El sistema montañoso tiene una longitud de aproximadamente 750-900 km (desde el curso alto del río Amarillo, en el norte, hasta el curso medio del Yangtsé), con una anchura de hasta 400 km. De oeste a este, la elevación de la cordillera disminuye desde los 65000-5000 m hasta los 1200-1000 m, siendo el punto más alto el monte Gongga (7556 m). En la parte sur-occidental unas estribaciones forman la frontera entre China y Birmania.
Cinco de los ríos más grandes de Asia descienden de la alta meseta tibetana, desde unos 5000 m, discurriendo en dirección este, hasta encontrarse con las Hengduan:
- el río Amarillo, que las cruza y mediante un cerrado bucle (a 180°) remonta hacia el noroeste;
- el Jinsha, llamado Yangtsé al entrar en Yichang, que se encamina al este para terminar en Shanghái;
- el Lancang, llamado Mekong a partir de Laos, que se dirige al sur y desemboca, tras atravesar Camboya, en Vietnam;
- el Nu[n 2] que se convierte en el Salween cuando atraviesa de norte a sur Myanmar, que se dirige hacia el sursudoeste;
- el Yarlung Tsangpo que, después de un bucle en horquilla, se dirige hacia el oeste y se convierte en el Brahmaputra al entrar en la India.

Tres de estos ríos y sus afluentes cortan el núcleo de las montañas Hengduan a lo largo de unos 900 km dividiéndolas en seis grandes secciones que, de oeste a este, son:
- la cadena montañosa más occidental, al oeste del río Nu, conocida como Boshula ling en su parte norte, y más al sur, los montes Gaoligong, en la frontera noreste de Myanmar (aunque se describen con mayor precisión como una extensión de la cordillera Baxoila que conecta con las montañas Nyenchen Tanglha orientales  en el Tíbet central);
- la cadena montañosa entre los ríos Nu-Salween y el Lancang-Mekong, llamada en su parte septentrional en la Región Autónoma del Tíbet, Taniantaweng shan, y en su parte meridional,  en Yunnan, montañas Nu (Nu shan). Una subcordillera importante a lo largo de este sistema son las montañas nevadas Mainri y su pico más alto es el Kawagarbo;
- la cadena entre el Lancang-Mekong y el Jinsha-Yangtze, compuesta por varios elementos, cuya parte norte son las montañas Mangkam, la parte central montañas Ninchin (Ningjing shan) y la más al sur, la cordillera Yunling. Las montañas Yulong son una subcordillera de este sistema y el pico más alto aquí es la montaña Nevada Dragón de Jade de Shanzidou. El Himalaya Oriental, es el vecino inmediato de las montañas Hengduan al oeste;
- la cadena entre el Jingsha-Yangtze y el Yalong (su afluente), llamada Shaluli shan en casi toda su longitud, salvo en la parte más septentrional, las montañas Chola. El punto más alto de todo este tramo es el macizo de Ge'nyen;
- la cadena entre los ríos Yalong y Dadu (un afluente del Min), conocida como los montañas Daxue, dominada por el Minya Konka de 7556 m , el pico más alto de todo el grupo de las Hengduan, así como el pico más alto al este de los Himalayas. Tene una subcordillera, cordillera Xiaoxiang;[7]
- la cadena entre los ríos Min, en el oeste, y el Jialing, en el este, las montañas Min en la frontera entre Gansu y Sichuan, en el borde occidental de la cuenca de Sichuan.[8]

### Subdivisiones
El macizo está pues formado por una sucesión de cadenas orientadas aproximadamente de norte a sur, que de oeste a este, son:
- montañas Boshula (伯舒拉岭T, Bóshūlā lǐngP), la cadena más occidental de las montañas Hengduan, al oeste del río Nu, en el Tíbet;
- montes Gaoligong (高黎贡山T, Gāolígòng shānP), una continuación de la anterior, una estrecha cordillera entre las tierras bajas del Irrawaddy, al oeste, y el río Nu al este, en Yunnan;[9]
- montañas Taniantaweng  (塔尼安滕山Tǎ.ní.ān.téng shānT), ubicadas en la Región Autónoma del Tíbet, cerca de la frontera con Qinghai;
- montañas Nu Shan  ((怒山T, Nù shānP) en la extensión sur de las últimas; el pico más alto es Meili xueshan (梅里雪山), con una altitud de 6740 m;
- montañas Markham (芒康山T, Mángkāng shānP) en el extremo este de la Región Autónoma del Tíbet, comuna principal Gartog (嘎托镇 Gātuō zhèn);
- montañas Ningjing (宁静山T, Ningjing shanP), en la prolongación de las últimas;
- cordillera Yunling (云岭Yún lǐngT), en la extensión de las dos últimas, tienen una reserva para el Rhinopithèque brun;
- montañas Shaluli  (沙鲁里山T, Shālǔlǐ shānP), administradas por la Prefectura autónoma tibetana de Garzê;
- montañas Daxue (大雪山T, Daxue ShanP), dominadas por el Gongga Shan (Minya Konka) de 7556 m en el centro de la antigua provincia tibetana de Kham;
- montañas Jinping (锦屏山T, Jǐnpíng shānP);
- montañas Qionglai (邛崃山T, Qiónglái shānP)) entre los ríos Dadu y Min, con el pico de Siguniang shan a 6250 m y la reserva natural de Wolong de pandas gigantes, unos 100 km en línea recta, al noroeste, del centro de Chengdu;
- montañas Min (岷山T, Mín shānP), en la frontera entre Sichuan y Gansu, son el hogar de la mayoría de los pandas de China.

## Naturaleza

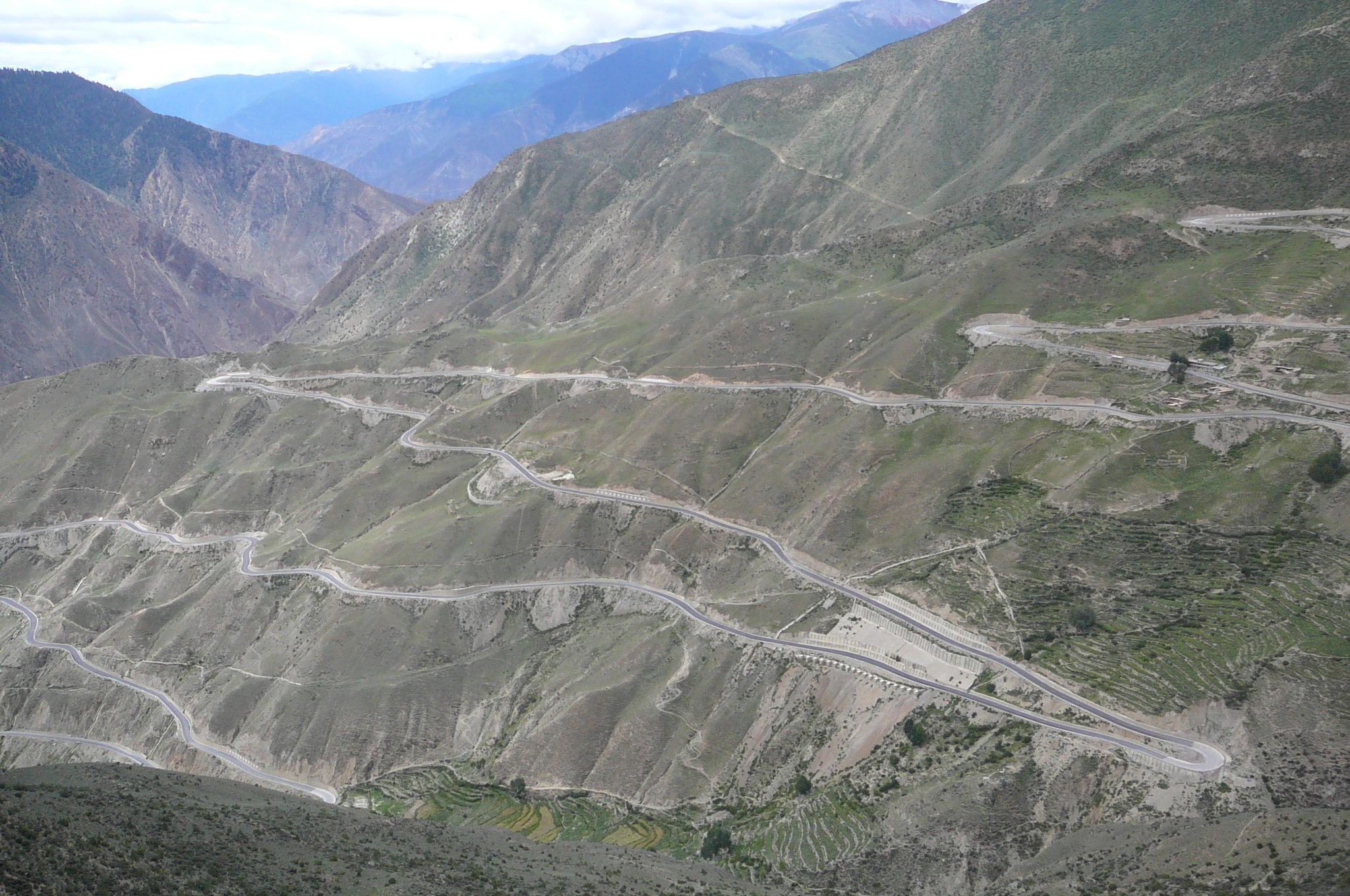
Vista de pájaro de las "72 curvas de Nujiang" en el Tíbet.

Las montañas Hengduan sustentan una variedad de hábitats, desde biomas subtropicales hasta templados y montanos. Las montañas están cubiertas en gran parte por bosques de coníferas subalpinas. Las altitudes varían desde los 1300 a 6000 metros. Los bosques densos y vírgenes, el relativo aislamiento y el hecho de que la mayor parte del área permaneció libre de glaciación durante las edad de hielo gracias a la cobertura boscosa, proporciona un hábitat muy complejo con un alto grado de diversidad biológica. 

La ecorregión de las montañas Hengduan

Las ecorregiones,según las define el  Fondo Mundial para la Naturaleza (WWF), que coinciden con las montañas Hengduan son:
- Los arbustos y prados del sudeste del Tíbet en las partes más elevadas y al norte de las Hengduan;
- Los bosques subalpinos de coníferas de las Montañas Hengduan en el norte de Yunnan y partes occidentales de Sichuan de las Hengduan centrales;
- Los bosques mixtos y de coníferas alpinas de la garganta Nujiang Langcang a lo largo de las cordilleras más occidentales de las Hengduan;
- Los bosques de coníferas Qionglai-Minshan en las partes orientales de las Hengduan a lo largo del borde de la cuenca de Sichuan;
- Los bosques subtropicales de hoja perenne de la meseta de Yunnan en la parte sur de las Hengduan, donde las montañas hacen la transición a la meseta de Yungui;
- Los bosques subtropicales del norte de Indochina en las montañas Nu, una cordillera del componente suroeste de las Hengduan en Yunnan.

Además, las partes más bajas de los valles de los ríos Jinsha (Yangtze) y Nu (Salween) en las cordilleras meridionales de Hengduan están clasificadas por el gobierno chino como un entorno de sabana tropical, pero esto no ha sido reconocido por WWF.
Las cordilleras más orientales de Hengduan albergan al raro y amenazado panda gigante. Otras especies nativas de las montañas son el tejo chino (Taxus chinensis) y varias otras plantas raras, ciervos y primates. Los grupos ambientalistas han reconocido la zona como amenazada por «una creciente población humana, la demanda de espacios abiertos han diezmado la población de árboles y especies silvestres para usos medicinales y otros».

## Galería de imágenes

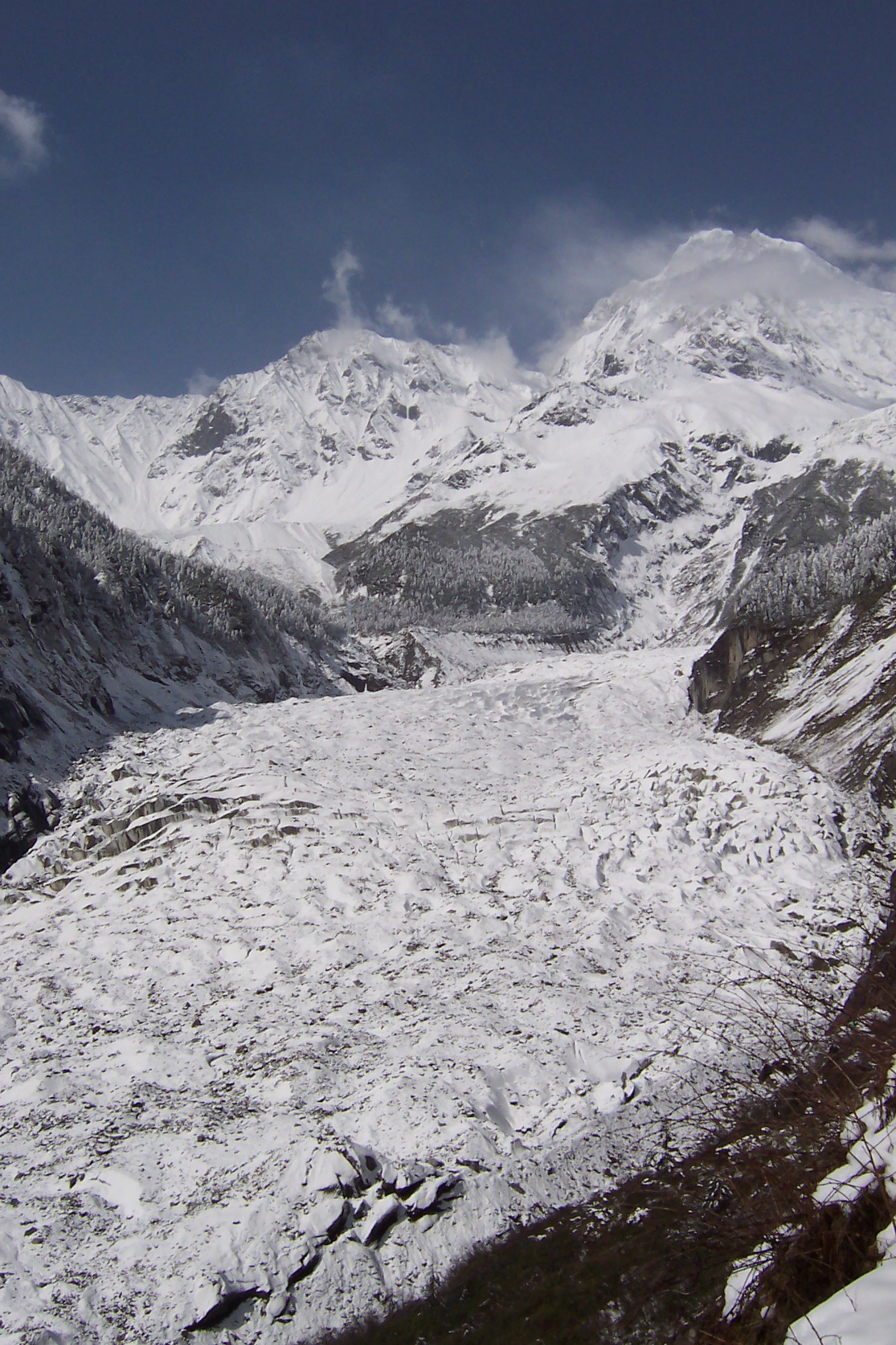
Glaciar Hailuogou, laderas del monte Gongga (Minya Konka), provincia de Sichuan.
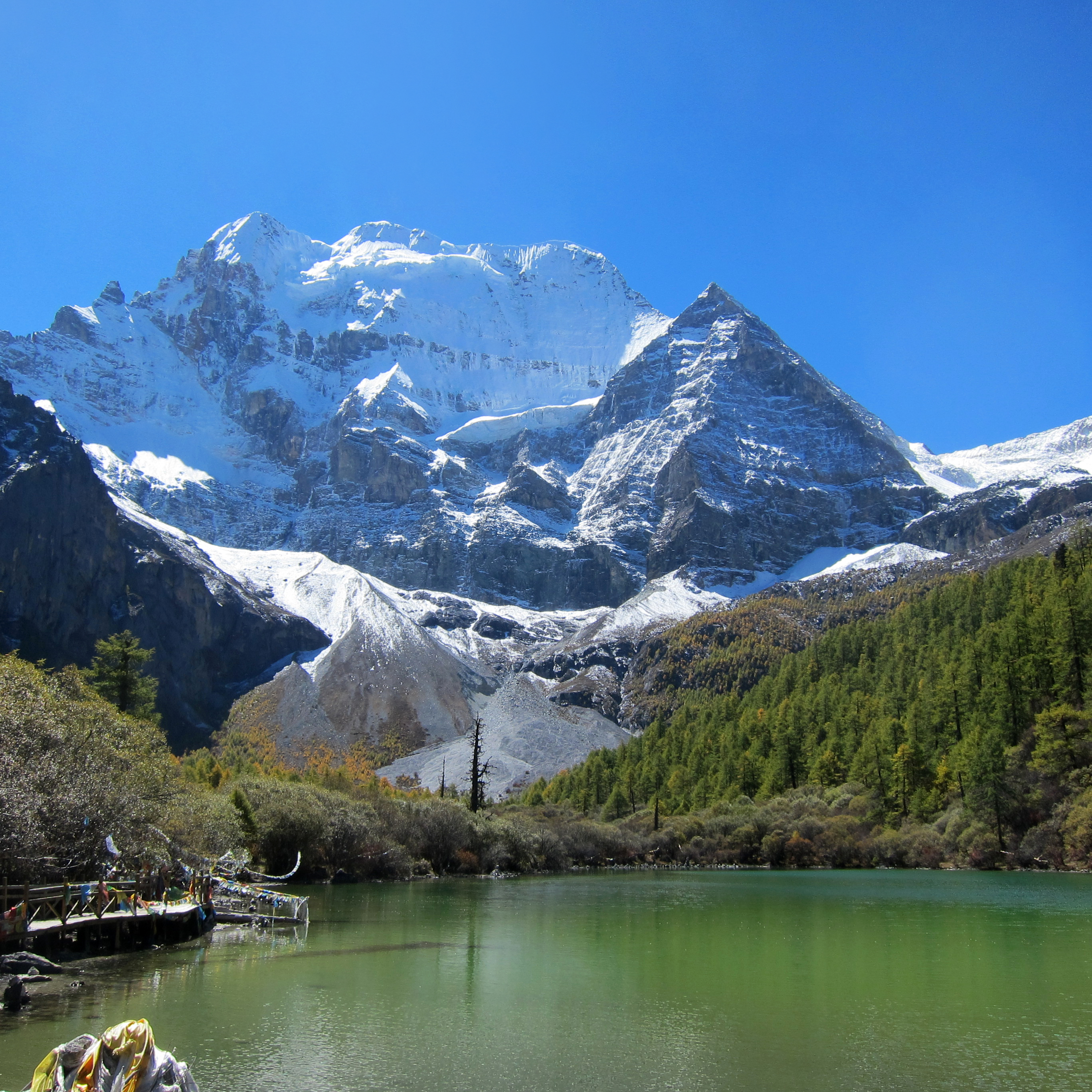
Monte Chenrezig, visto desde el río Yading Xin, al suroeste de Sichuan . El pico más alto de la cordillera de Yading
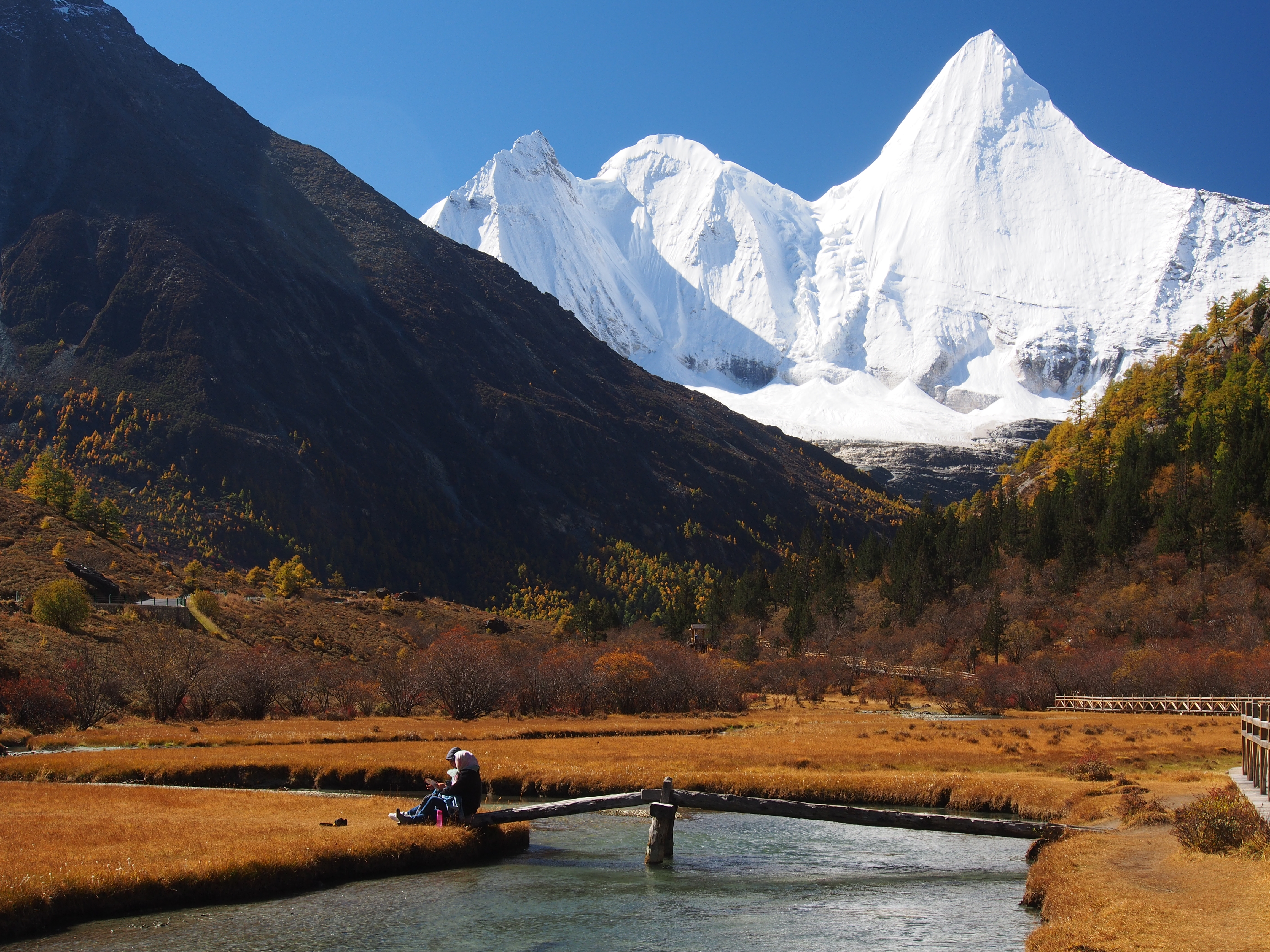
Monte Jampelyang, cordillera de Yading, suroeste de Sichuan.
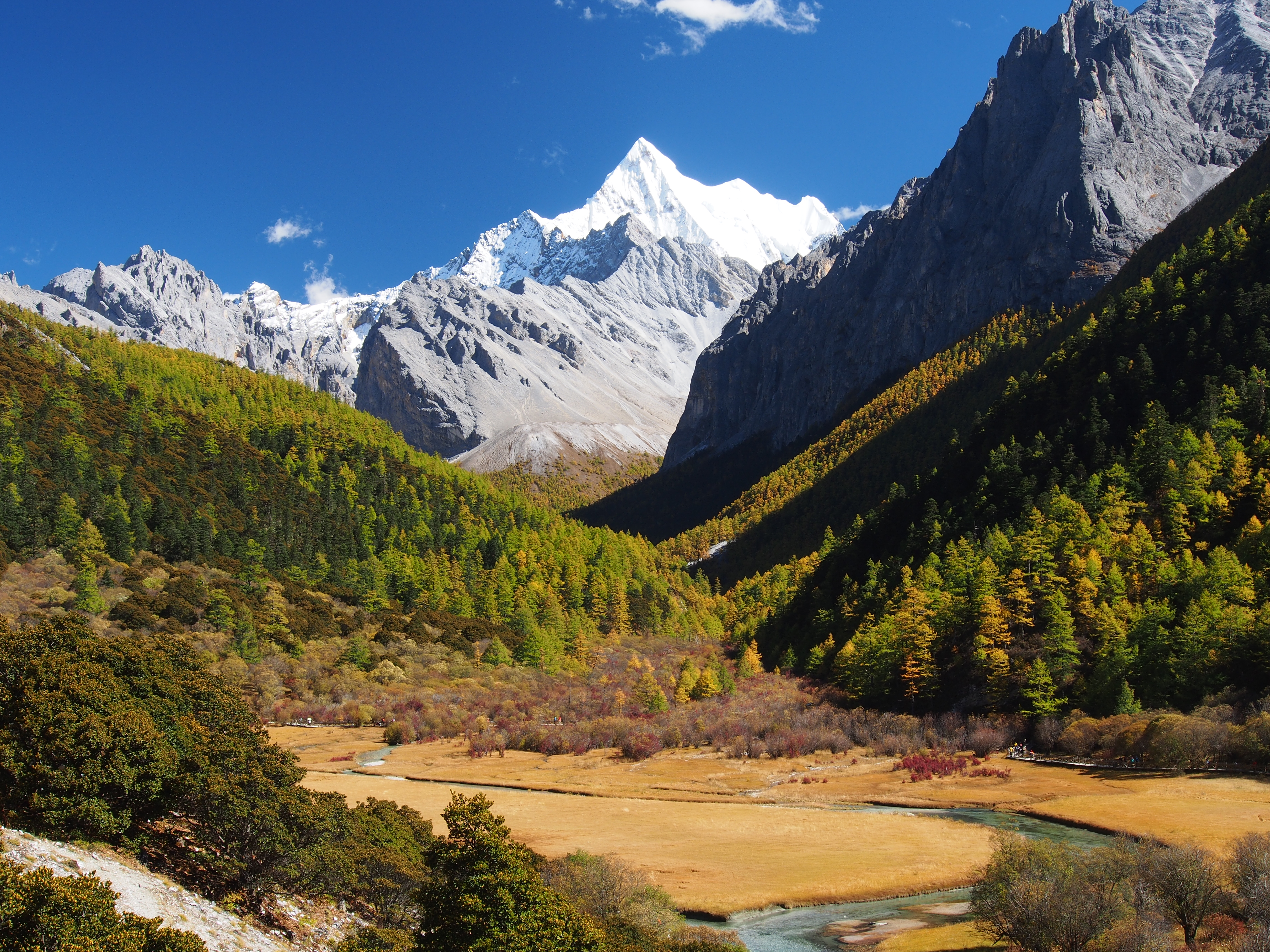
Pastizales de Chonggu y estribaciones cubiertas de coníferas del monte Chanadorje, cubiertas de nieve en el fondo. Cordillera de Yading.
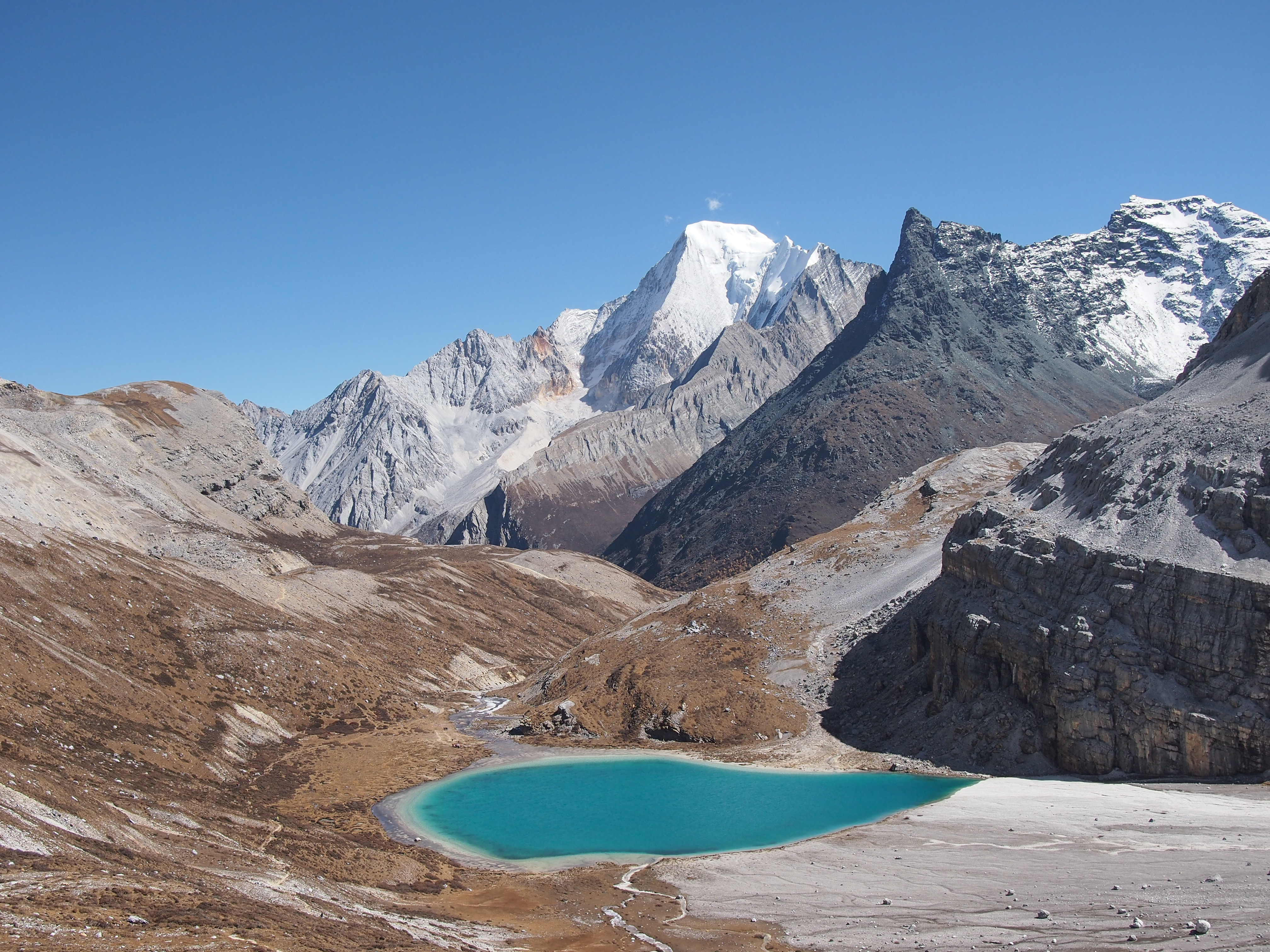
Lago al pie del monte Chanadorje, cordillera de Yading, suroeste de Sichuan.
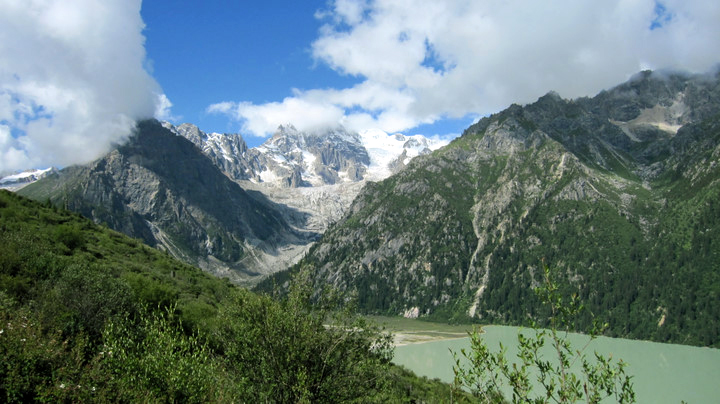
Laderas boscosas de las montañas Chola, provincia de Sichuan.
Panorama del macizo de Ge'nyen, provincia de Sichuan.
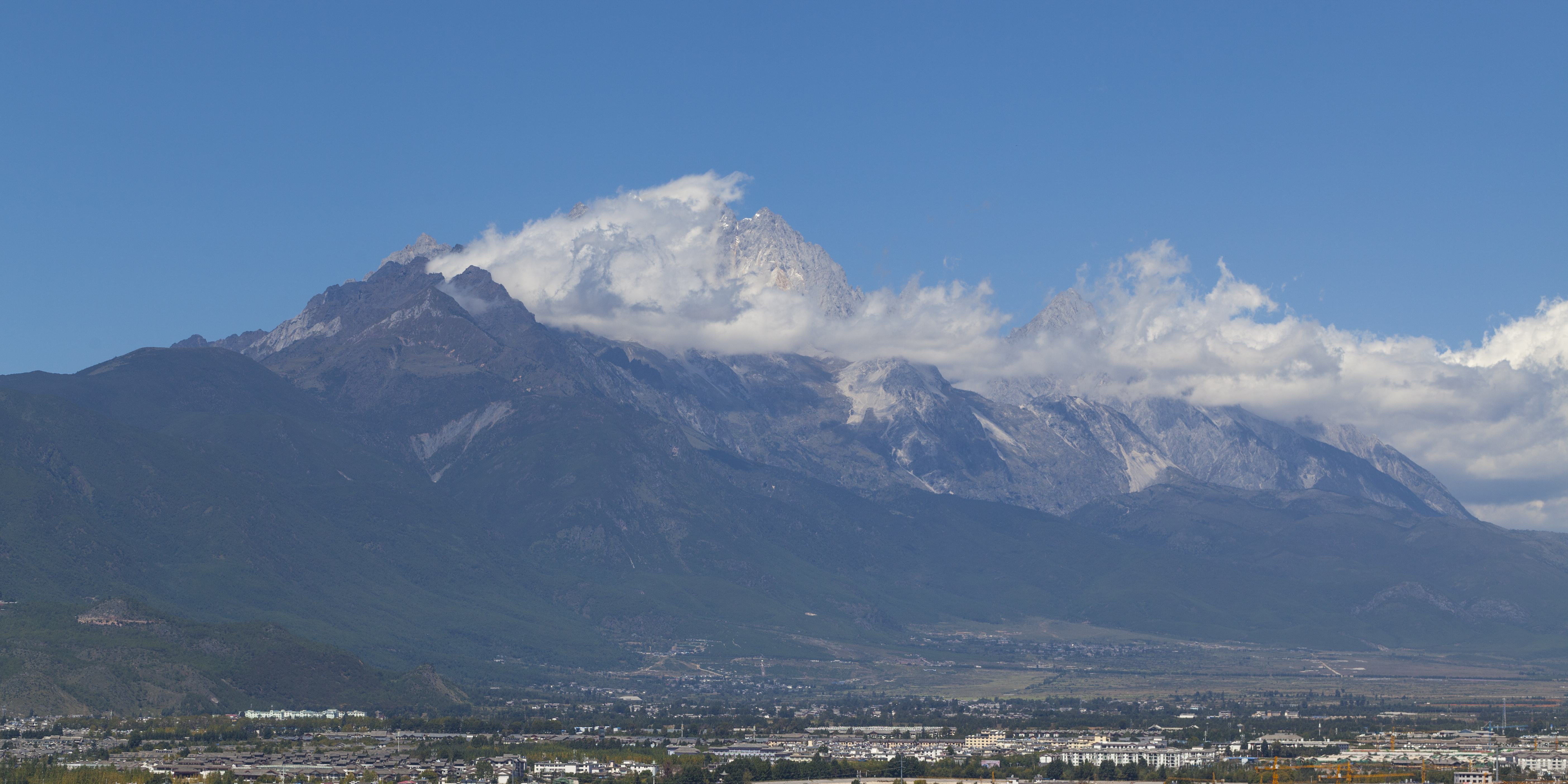
Lijiang, provincia de Yunnan, (única ciudad dentro de Hengduan Shan) empequeñecida por la montaña Nevada Dragón de Jade.
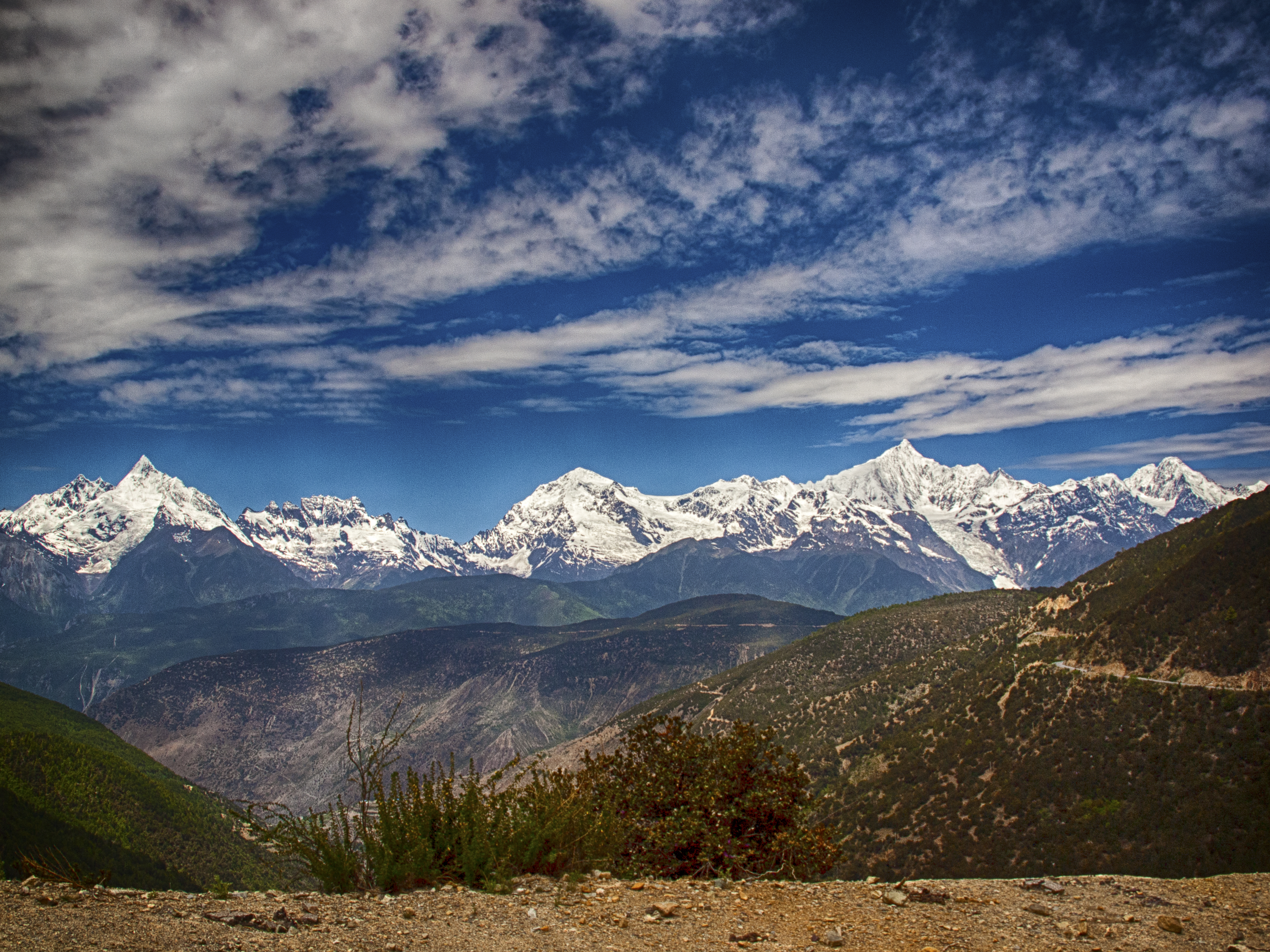
Montañas nevadas Mainri, frontera del condado de Dêqên, Yunnan con el  Tibet.
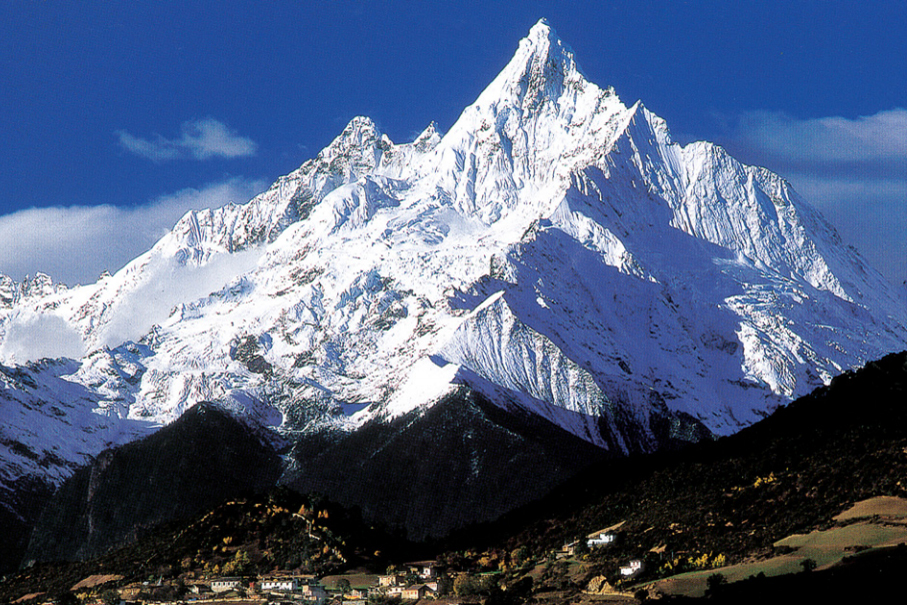
Kawagarbo, pico más alto de la montañas nevadas Mainri, frontera entre Yunnan y el Tíbet.
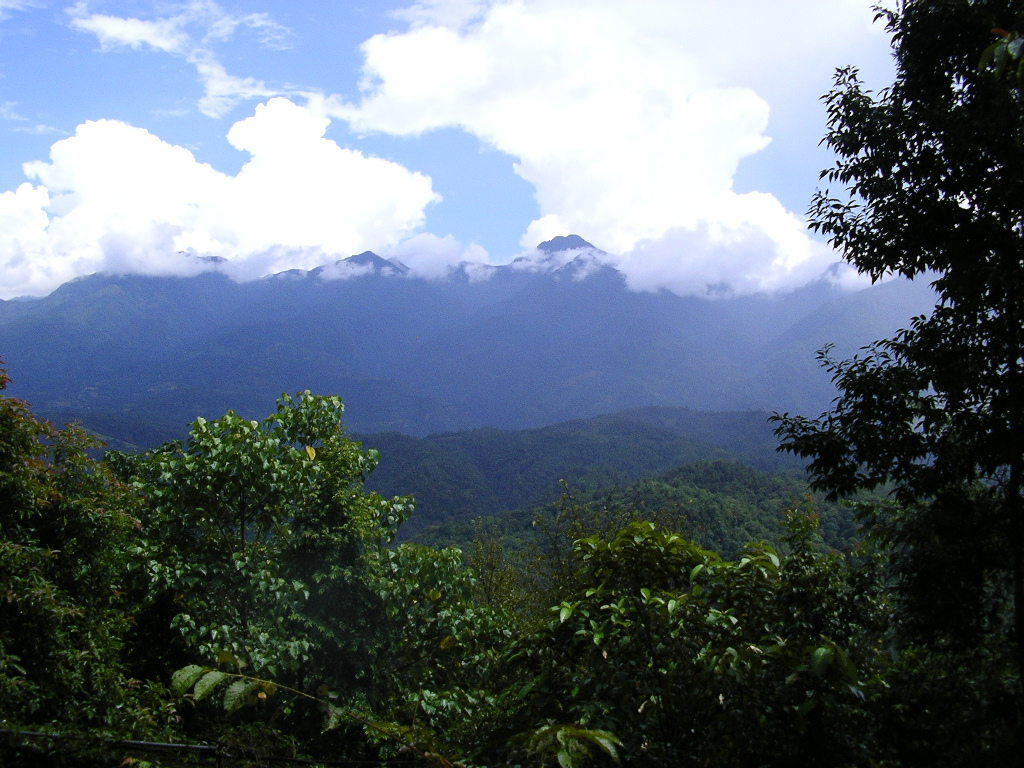
Montes Gaoligong, frontera del oeste de Yunnan y Myanmar (Birmania).
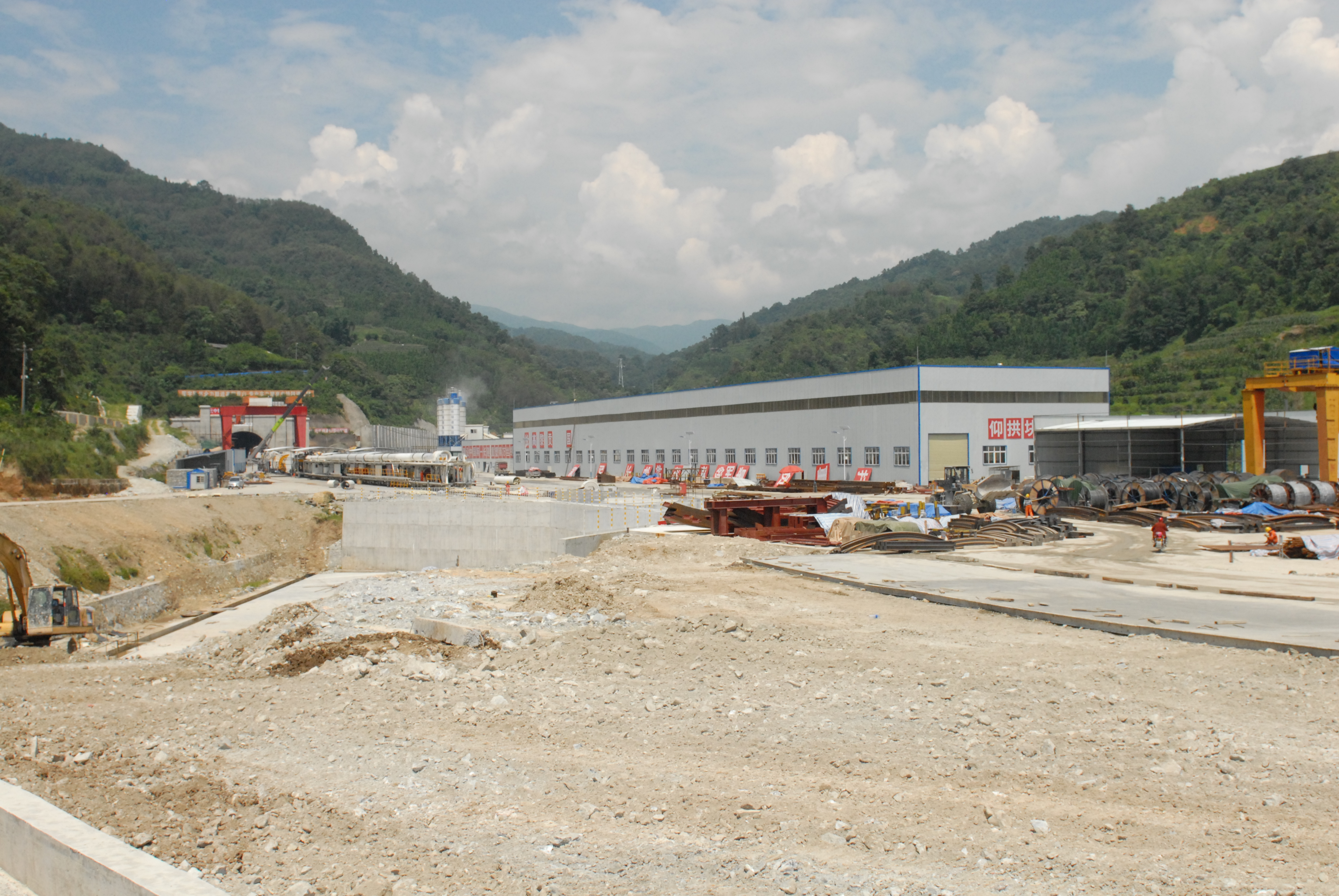
Túnel ferroviario de Gaoligong, Yunnan/Myanmar.
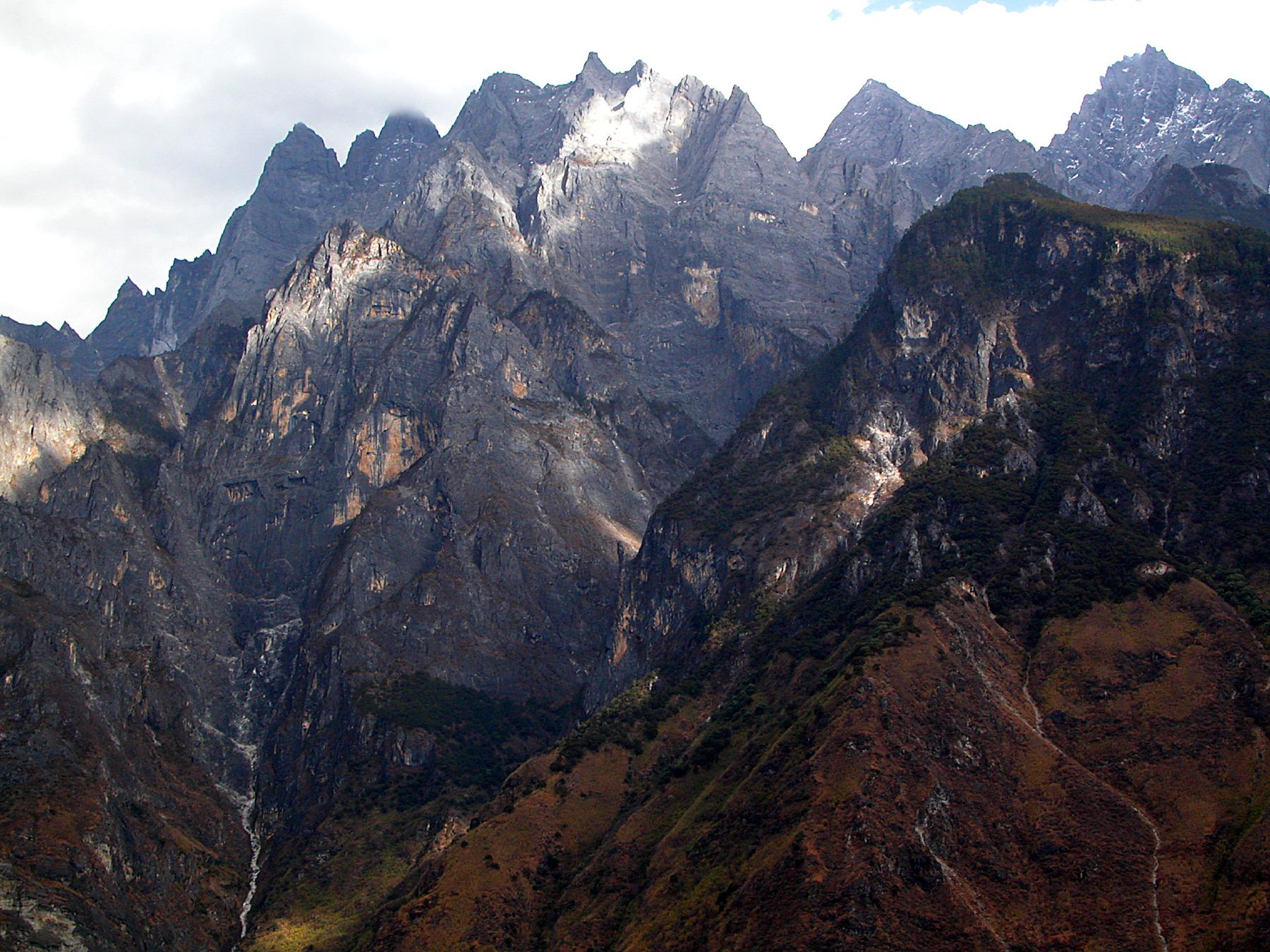
Picos irregulares que se elevan sobre la garganta del río Yangtze, provincia de Yunnan.
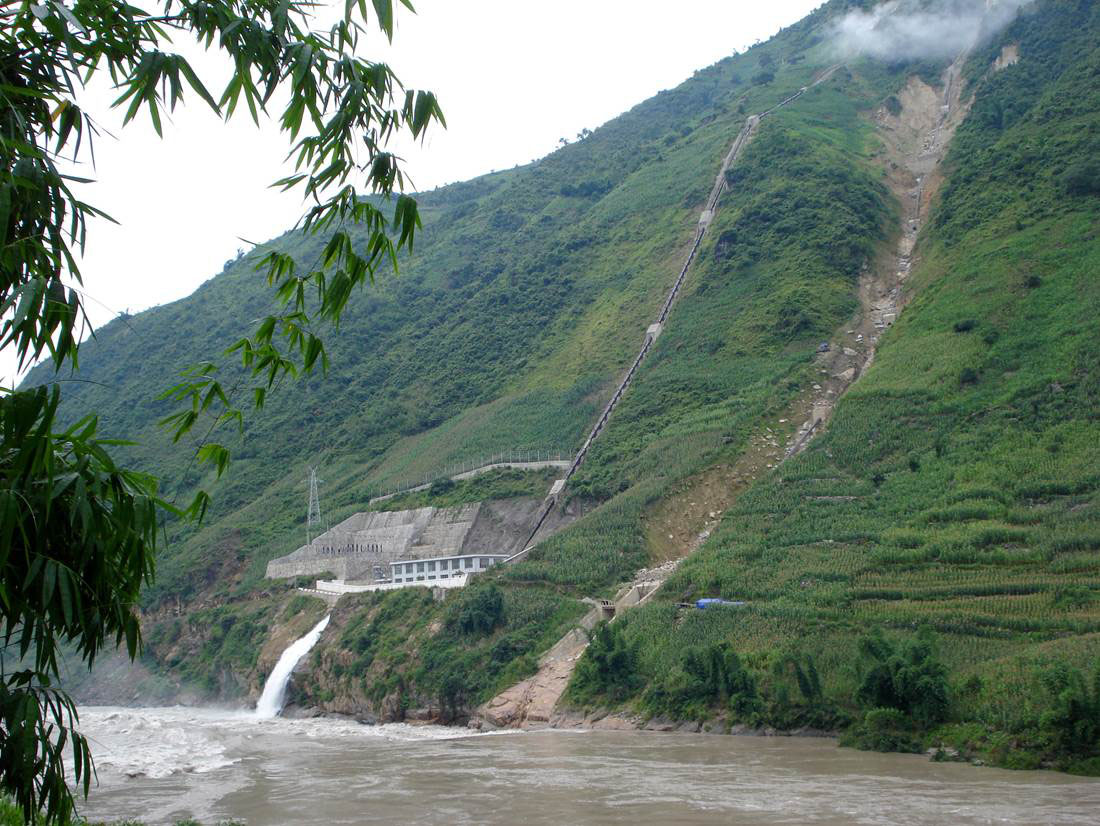
Instalación hidroeléctrica de prueba, garganta del río Salween, provincia de Yunnan.
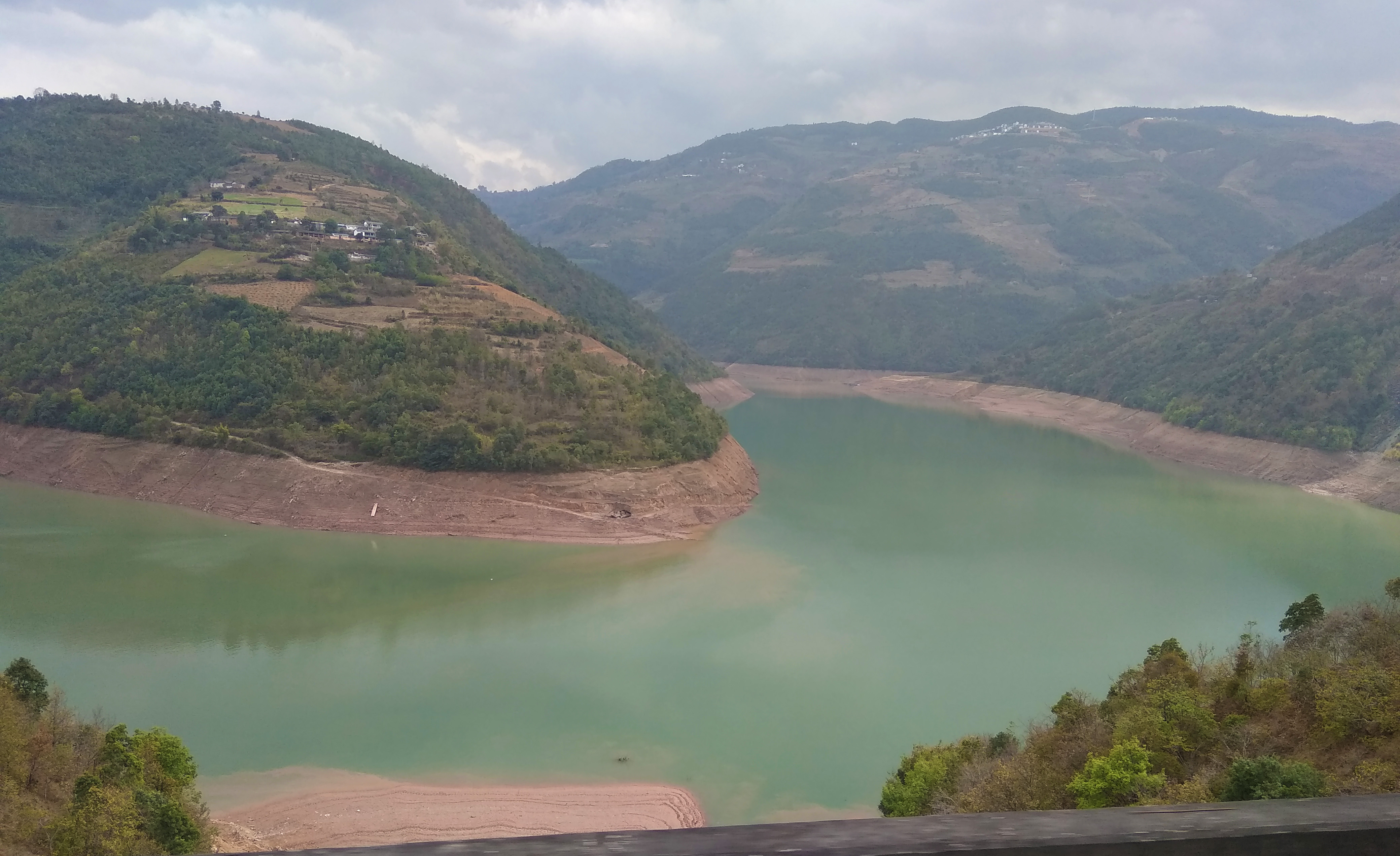
Valle del río Lancang (Alto Mekong), Baoshan, Yunnan.
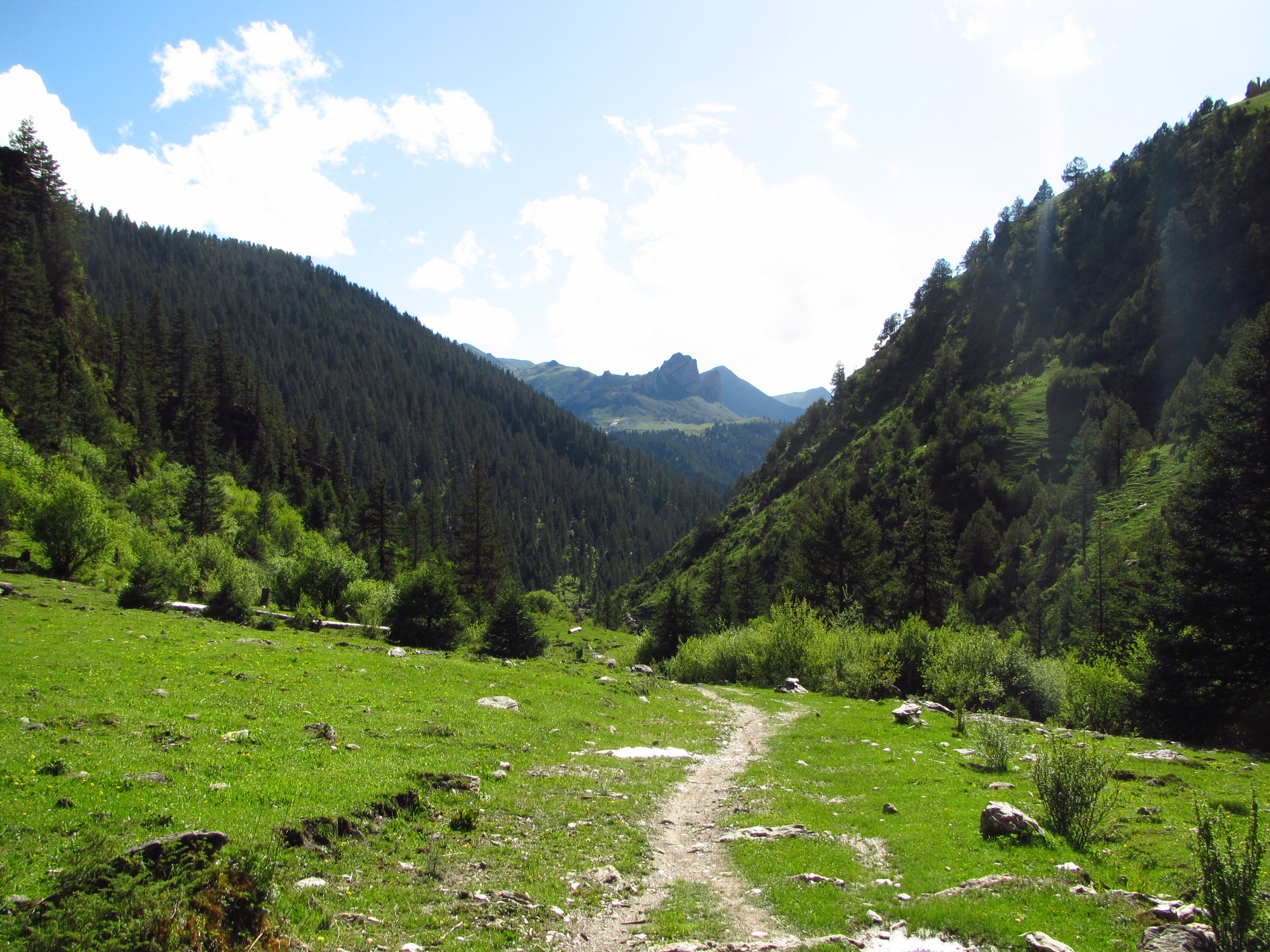
Bosques de coníferas de Hengduan, condado de Dêgê, al noroeste de la provincia de Sichuan.